# Little Richard Is Back
Little Richard Is Back (And There's A Whole Lotta Shakin' Going On!) (En castellano: "Little Richard Esta De Vuelta (¡Y Hay Mucha Agitación Ocurriendo!)) Es el séptimo trabajo de estudio de Little Richard, editado en 1964, tras una exitosa gira por Inglaterra que lo trajo de regreso al Rock And Roll de sus comienzos, luego de una etapa dedicada a la música religiosa tipo Góspel, comprendida entre 1960 y 1963.

## Historia
En 1957, luego de dejar su sello grabador Specialty Records, Little Richard fue dejando gradualmente el rock and roll que lo había convertido en una estrella a nivel mundial para dedicarse a la música Góspel. En los dos años siguientes, Richard siguió publicando nuevas canciones pero como sencillos, las cuales dieron lugar a su vez a nuevos LP recopilados por la compañía grabadora. En septiembre de 1959 firmó contrato con Goldner Records y grabó alrededor de veinte canciones tradicionales tipo Góspel. Pero las canciones no aparecerían hasta el año siguiente, es decir 1960 en dos discos titulados "Pray Along With Little Richard" (Reza con Little Richard), identificados como volúmenes 1 y 2. En ese lapso, Little Richard intento reformar su banda de rock and roll, The Upseters, para el sello Little Star Records, pero no llegó a suceder y Richard volvió nuevamente al Góspel para grabar 36 nuevas canciones para Mercury Records y Atlantic Records entre 1961 y 1963.
Debido a que sus álbumes Góspel no gozaron del éxito y la popularidad esperada, Little Richard volvió al Rock And Roll con una exitosa gira por Inglaterra a principios de 1964 lo cual lo impulso para volver al estudio de grabación luego de firmar contrato con el sello Vee Jay Records. Aunque los registros mantenidos en las archivos de Vee-Jay Records no son muy precisos (muchos incluso discuten si Jimi Hendrix tocó la guitarra en varias canciones), se cree que Richard entró por primera vez en los estudios de grabación en junio de 1964 y por otras seis ocasiones hasta finales de 1965, en la cual realizó la grabación de cuarenta y seis canciones. Más de la mitad de estos temas se dividieron entre éste y el siguiente álbum, Little Richard's Greatest Hits, sin embargo, el sello discográfico no pudo hacer nada más con las grabaciones inéditas ya que los problemas financieros obligaron a la empresa a declararse en quiebra en enero de 1966.
Como resultado del colapso de Vee-Jay Records, en 1966, las canciones grabadas en este sello discográfico fueron liberados gradualmente durante un período de tiempo, a menudo añadiendo sólo un tema inédito. Estos cuatro álbumes adicionales fueron puestos en libertad por distintos sellos como Dynasty Records y Joy (UK) Records, la última ocasión en 1974, casi diez años después de que Richard había dejado de grabar para el sello. Dos de estos álbumes constan de versiones alternativas y temas inéditos.

## Tracklisting
1. A Whole Lotta Shakin' Goin' On 3:02
2. Going Home Tomorrow 3:14
3. Money Honey 2:22
4. Only You 2:29
5. Hound Dog 2:21
6. Goodnight Irene 2:42
7. Lawdy Miss Claudie 2:21
8. Groovy Little Suzie 2:20
9. Short Fat Fanny 2:13
10. Cherry Red 2:36
11. Memories Are Made Of This 2:16
12. Blueberry Hill 1:50
13. It Ain't What You Do (Bonus track, iTunes y CD únicamente) 2:24
14. I Don't Know What You Got (Bonus track, iTunes y CD únicamente) 4:06

La duración de los temas y del álbum puede variar en segundos más o segundos menos.

## Personal
- Little Richard: voz, piano, teclados
- Jerry Long : arreglos

No hay más músicos acreditados. La grabación se hizo con músicos de sesión.
- Datos: Q1949689